# Tashiro Yosuke
Yosuke Tashiro (sinh ngày 27 tháng 6 năm 1995) là một cầu thủ bóng đá người Nhật Bản.

## Sự nghiệp câu lạc bộ
Yosuke Tashiro đã từng chơi cho Vissel Kobe và Thespakusatsu Gunma.